# '39
«'39» — пісня британського рок-гурту «Queen». Складена соло-гітаристом Браяном Меєм, це п'ятий трек четвертого студійному альбому гурту «A Night at the Opera» 1975 року. Пісня була також Б-стороною синглу з піснею «You're My Best Friend».
Пісня розповідає історію про групу дослідників космосу, які приступають до того, що, з їхньої точки зору, є багаторічним вояжем. Однак після їх повернення вони розуміють, що пройшло сто років, через ефект уповільнення часу згідно зі спеціальною теорією відносності Ейнштейна, і близькі, яких вони залишили, тепер всі мертві або зістарені.

## Запис
Браян Мей в інтерв'ю The Guitar Greats так описав сюжет цієї пісні:
39 — це науково-фантастична історія, придумана мною, це історія про когось, хто пішов і покинув свою сім'ю, і через ефект уповільнення часу, коли люди на Землі прожили довгі роки, він прожив набагато менше, і, коли повернувся, він прожив рік, а вони — 100, тому замість того, щоб повернутися до своєї дружини, він повернувся до своєї дочки, в якій бачить свою дружину.
Браян Мей в студійному записі пісні виконує головний вокал. Це один з небагатьох записів «Queen», де він виконує головний вокал.
У пісні Джон Дікон грає на контрабасі. Мей жартуючи попросив басиста Дікона зіграти на контрабасі, але через пару днів він знайшов його в студії з цим інструментом, і він вже навчився грати на нім.
Мей працював над дисертацією з астрофізики, але врешті-решт кинув навчання, щоб продовжити кар'єру в «Queen». У 2006 році він відновив свої дослідження і у підсумку завершив свою дисертацію під назвою «Огляд радіальних швидкостей в зодіакальній пиловій хмарі», а у 2008 році здобув докторський ступінь.
Оскільки «Queen» назвали свої альбоми «A Night at the Opera» і «A Day at the Races» на честь двох з найпопулярніших фільмів братів Маркс, Граучо Маркс запросив «Queen» відвідати його у своєму будинку в Лос-Анджелесі в березні 1977 року (за п'ять місяців до його смерті). Гурт, подякувавши йому, виконав а капела пісню «'39».

## Живе виконання
Пісня була вперше виконана в Единбурзі у вересні 1976 року і залишалася в сет-листах виступів до грудня 1979 року, будучи «живим фаворитом». Потім вона була коротко виконана під час виступу 1984 року. Замість Мея, головний вокал наживо виконував Фредді Мерк'юрі. Пізніше «Ґардіан» прокоментували, що живі виконання пісні звучали як «хрипка, шумна матроська пісня».
Пісня представлена на концертному альбомі «Live Killers» 1979 року.
Джордж Майкл виконав пісню «'39» на концерті пам'яті Фредді Мерк'юрі у квітні 1992 року. Майкл назвав «'39» своєю улюбленою піснею «Queen», стверджуючи, що він виконував її в лондонському метро.
Останнім часом «Queen» включили пісню до списків своїх турів проєкту «Queen + Адам Ламберт» у 2012 і 2014—2015 роках за участю Адама Ламберта і проєкту «Queen + Пол Роджерс», до турів «Queen + Paul Rodgers Tour» і «Rock the Cosmos Tour» за участю Пола Роджерса; як і в альбомі, пісня виконувалася Меєм.

## Музиканти
- Браян Мей — головний вокал, бек-вокал, 12-струнна акустична гітара, електрогітара;
- Фредді Мерк'юрі — бек-вокал;
- Роджер Тейлор — ударні, бек-вокал, тамбурин;
- Джон Дікон — контрабас.